# 西苏州路
西苏州路是中國上海市一条南北向道路，沿苏州河西岸跨静安区、普陀两区。道路南起泰兴路（静安区76街坊），西至西康路。全长2603米，宽5米到13米，因在苏州河西岸而得名。1914年以前分段修成，海防路以南路段名麦根路，以北路段称西苏州路。1959年全线改名西苏州路。

## 备注
1. ↑  实际只到莫干山路叉袋角的上海面粉厂舊址，以西被阻断。